# Ole Bornedal
Ole Bornedal est un réalisateur danois né le 26 mai 1959.

## Biographie
Né à Noerresundby au Danemark le 26 mai 1959, Ole Bornedal réalise son premier long métrage Le Veilleur de nuit en 1994. Un remake, produit en Amérique, est réalisé par Bornedal en 1997 avec Ewan McGregor et Patricia Arquette dans les rôles principaux.
En 1997, il produit le film de Guillermo Del Toro Mimic. Il écrit et réalise Dina en 2003 avec Gérard Depardieu dans le rôle de Jacob.
Ole Bornedal vit à Copenhague.

## Filmographie
- 1994 : Le Veilleur de nuit (Nattevagten)
- 1997 : Le Veilleur de nuit (Nightwatch)
- 2003 : Dina (I Am Dina)
- 2007 : The Substitute (Vikaren)
- 2009 : Délivrez-nous du mal (Fri os fra det onde)
- 2010 : Just Another Love Story
- 2012 : Possédée (The Possession)
- 2017[3] : Small Town Killers (Dræberne fra Nibe)
- 2021 : Et le ciel s'assombrit (Skyggen i mit øje)
- 2023 : Le Veilleur de nuit : L’Héritage (Nattevagten - Dæmoner går i arv)

## Distinctions
- 2010 : Insigne de Cristal du meilleur film, Insigne de Cristal du meilleur scénario, Prix du Jury jeunes au Festival international du film policier de Liège pour Deliver us from the evil